# 马良骥
马良骥（1931年7月—2018年3月31日），男，祖籍陕西安康，生于西安，中国伊斯兰教人物，曾任中国伊斯兰教协会副会长，陕西省伊斯兰教协会会长，第九、十届全国政协委员。